# Cometes hilaris
Cometes hilaris là một loài bọ cánh cứng trong họ Cerambycidae.